# Міхай Міхут
Міхай Міхут (рум. Mihai Mihuț; нар. 16 березня 1995) — румунський борець греко-римського стилю, чемпіон Європи.

## Життєпис
Боротьбою почав займатися з 2005 року. У 2015 році став бронзовим призером чемпіонату світу серед юніорів. У 2018 такого ж результату досяг на чемпіонату світу серед молоді та став чемпіоном Європи серед молоді.
Виступає за спортивний клуб «C. S. Ceahlaul». Тренер — Станціу Сірідон.

## Спортивні результати на міжнародних змаганнях

### Виступи на Чемпіонатах світу
| Змагання                        | Збірна  | Вагова категорія                 | Місце |
| ------------------------------- | ------- | -------------------------------- | ----- |
| Чемпіонат світу з боротьби 2018 | Румунія | греко-римська боротьба, до 63 кг | 16    |
| Чемпіонат світу з боротьби 2019 | Румунія | греко-римська боротьба, до 67 кг | 11    |
| Чемпіонат світу з боротьби 2021 | Румунія | греко-римська боротьба, до 63 кг | 9     |
| Чемпіонат світу з боротьби 2022 | Румунія | греко-римська боротьба, до 67 кг | 13    |
| Чемпіонат світу з боротьби 2023 | Румунія | греко-римська боротьба, до 67 кг | 11    |

### Виступи на Чемпіонатах Європи
| Змагання                         | Збірна  | Вагова категорія                 | Місце  |
| -------------------------------- | ------- | -------------------------------- | ------ |
| Чемпіонат Європи з боротьби 2017 | Румунія | греко-римська боротьба, до 66 кг | 8      |
| Чемпіонат Європи з боротьби 2018 | Румунія | греко-римська боротьба, до 63 кг | Золото |
| Чемпіонат Європи з боротьби 2019 | Румунія | греко-римська боротьба, до 63 кг | 8      |
| Чемпіонат Європи з боротьби 2020 | Румунія | греко-римська боротьба, до 63 кг | 5      |
| Чемпіонат Європи з боротьби 2021 | Румунія | греко-римська боротьба, до 63 кг | 5      |
| Чемпіонат Європи з боротьби 2022 | Румунія | греко-римська боротьба, до 67 кг | 11     |
| Чемпіонат Європи з боротьби 2023 | Румунія | греко-римська боротьба, до 67 кг | 5      |
| Чемпіонат Європи з боротьби 2024 | Румунія | греко-римська боротьба, до 67 кг | 16     |

### Виступи на Кубках світу
| Змагання                    | Збірна  | Вагова категорія                 | Місце |
| --------------------------- | ------- | -------------------------------- | ----- |
| Кубок світу з боротьби 2020 | Румунія | греко-римська боротьба, до 63 кг | 10    |

### Виступи на Чемпіонатах світу серед студентів
| Змагання                                        | Збірна  | Вагова категорія                 | Місце |
| ----------------------------------------------- | ------- | -------------------------------- | ----- |
| Чемпіонат світу з боротьби серед студентів 2016 | Румунія | греко-римська боротьба, до 66 кг | 11    |

### Виступи на інших змаганнях
| Змагання                                                       | Збірна  | Вагова категорія                 | Місце  |
| -------------------------------------------------------------- | ------- | -------------------------------- | ------ |
| Міжнародний турнір Любомира Івановича-Гедзи 2014               | Румунія | греко-римська боротьба, до 59 кг | 7      |
| Гран-прі FILA 2015                                             | Румунія | греко-римська боротьба, до 59 кг | 5      |
| Гран-прі Угорщини з боротьби 2016                              | Румунія | греко-римська боротьба, до 66 кг | 24     |
| Міжнародний турнір Любомира Івановича-Гедзи 2016               | Румунія | греко-римська боротьба, до 66 кг | 12     |
| Кубок Європейських націй з боротьби 2016                       | Румунія | команда                          | Бронза |
| Клубний чемпіонат світу з боротьби 2016                        | Румунія | команда                          | 13     |
| Київський Міжнародний турнір з боротьби 2017                   | Румунія | греко-римська боротьба, до 66 кг | 11     |
| Гран-прі Загреба з боротьби 2017                               | Румунія | греко-римська боротьба, до 66 кг | Срібло |
| Турнір Дана Колова — Николи Петрова 2017                       | Румунія | греко-римська боротьба, до 66 кг | 16     |
| Міжнародний турнір Любомира Івановича-Гедзи 2017               | Румунія | греко-римська боротьба, до 66 кг | 8      |
| Кубок Владислава Пітласинські 2017                             | Румунія | греко-римська боротьба, до 66 кг | 20     |
| Меморіал Іона Корнеану і Ладислава Сімона 2017                 | Румунія | греко-римська боротьба, до 66 кг | 5      |
| Гран-прі Загреба з боротьби 2018                               | Румунія | греко-римська боротьба, до 63 кг | Золото |
| Тор Мастерс 2018                                               | Румунія | греко-римська боротьба, до 63 кг | Золото |
| Турнір Дана Колова — Николи Петрова 2018                       | Румунія | греко-римська боротьба, до 63 кг | Срібло |
| Меморіал Кристьяна Палусалу 2018                               | Румунія | греко-римська боротьба, до 63 кг | Золото |
| Гран-прі Угорщини з боротьби 2018                              | Румунія | греко-римська боротьба, до 63 кг | 8      |
| Турнір Вехбі Емре і Гаміта Каплана 2018                        | Румунія | греко-римська боротьба, до 67 кг | 15     |
| Кубок Владислава Пітласинські 2018                             | Румунія | греко-римська боротьба, до 67 кг | 13     |
| Меморіал Іона Корнеану і Ладислава Сімона 2018                 | Румунія | греко-римська боротьба, до 63 кг | Золото |
| Гран-прі Загреба з боротьби 2019                               | Румунія | греко-римська боротьба, до 67 кг | Срібло |
| Гран-прі Угорщини з боротьби 2019                              | Румунія | греко-римська боротьба, до 67 кг | 11     |
| Турнір Дана Колова — Николи Петрова 2019                       | Румунія | греко-римська боротьба, до 63 кг | 11     |
| Турнір міста Сассарі з боротьби 2019                           | Румунія | греко-римська боротьба, до 67 кг | Бронза |
| Міжнародний турнір Любомира Івановича-Гедзи 2019               | Румунія | греко-римська боротьба, до 67 кг | Золото |
| Кубок Хапаранди з боротьби 2019                                | Румунія | греко-римська боротьба, до 67 кг | Бронза |
| Кубок Арво Хаавісто 2019                                       | Румунія | греко-римська боротьба, до 67 кг | Бронза |
| Чемпіонат Румунії з боротьби 2020                              | Румунія | греко-римська боротьба, до 67 кг | Золото |
| Олімпійський кваліфікаційний турнір з боротьби 2020 (Будапешт) | Румунія | греко-римська боротьба, до 67 кг | 19     |
| Меморіал Іона Корнеану і Ладислава Сімона 2021                 | Румунія | греко-римська боротьба, до 63 кг | Золото |
| Відкритий чемпіонат Загреба з боротьби 2022                    | Румунія | греко-римська боротьба, до 67 кг | 5      |
| Турнір Дана Колова — Николи Петрова 2022                       | Румунія | греко-римська боротьба, до 67 кг | 14     |
| Меморіал Маттео Пелліконе 2022                                 | Румунія | греко-римська боротьба, до 67 кг | 5      |
| Кубок Владислава Пітласинські 2022                             | Румунія | греко-римська боротьба, до 67 кг | 9      |
| Відкритий чемпіонат Загреба з боротьби 2023                    | Румунія | греко-римська боротьба, до 67 кг | 10     |
| Турнір Ібрагіма Мустафи 2023                                   | Румунія | греко-римська боротьба, до 67 кг | 10     |
| Турнір Дана Колова — Николи Петрова 2023                       | Румунія | греко-римська боротьба, до 67 кг | 11     |
| Турнір К. У. Кожомкула і Р. Санатбаєва 2023                    | Румунія | греко-римська боротьба, до 67 кг | 11     |
| Кубок Друскінінкая 2023                                        | Румунія | греко-римська боротьба, до 67 кг | 5      |
| Меморіал Імре Поляка та Яноша Варги 2023                       | Румунія | греко-римська боротьба, до 67 кг | 5      |
| Меморіал Іона Корнеану і Ладислава Сімона 2023                 | Румунія | греко-римська боротьба, до 67 кг | Золото |
| Відкритий чемпіонат Загреба з боротьби 2024                    | Румунія | греко-римська боротьба, до 67 кг | 32     |
| Тор Мастерс 2024                                               | Румунія | греко-римська боротьба, до 67 кг | 11     |
| Олімпійський кваліфікаційний турнір з боротьби 2024 (Баку)     | Румунія | греко-римська боротьба, до 67 кг | 8      |
| Олімпійський кваліфікаційний турнір з боротьби 2024 (Стамбул)  | Румунія | греко-римська боротьба, до 67 кг | 12     |

### Виступи на змаганнях молодших вікових груп
| Змагання                                       | Збірна  | Вагова категорія                 | Місце  |
| ---------------------------------------------- | ------- | -------------------------------- | ------ |
| Чемпіонат світу з боротьби серед кадетів 2012  | Румунія | греко-римська боротьба, до 58 кг | 10     |
| Чемпіонат Європи з боротьби серед юніорів 2013 | Румунія | греко-римська боротьба, до 60 кг | 7      |
| Чемпіонат світу з боротьби серед юніорів 2013  | Румунія | греко-римська боротьба, до 60 кг | 11     |
| Чемпіонат Європи з боротьби серед юніорів 2014 | Румунія | греко-римська боротьба, до 60 кг | 12     |
| Чемпіонат світу з боротьби серед юніорів 2014  | Румунія | греко-римська боротьба, до 60 кг | 5      |
| Чемпіонат Європи з боротьби серед юніорів 2015 | Румунія | греко-римська боротьба, до 60 кг | 7      |
| Чемпіонат світу з боротьби серед юніорів 2015  | Румунія | греко-римська боротьба, до 60 кг | Бронза |
| Чемпіонат Європи з боротьби серед молоді 2015  | Румунія | греко-римська боротьба, до 66 кг | 9      |
| Чемпіонат Європи з боротьби серед молоді 2016  | Румунія | греко-римська боротьба, до 66 кг | 5      |
| Чемпіонат Європи з боротьби серед молоді 2017  | Румунія | греко-римська боротьба, до 66 кг | 19     |
| Чемпіонат світу з боротьби серед молоді 2017   | Румунія | греко-римська боротьба, до 66 кг | 20     |
| Чемпіонат Європи з боротьби серед молоді 2018  | Румунія | греко-римська боротьба, до 63 кг | Золото |
| Чемпіонат світу з боротьби серед молоді 2018   | Румунія | греко-римська боротьба, до 63 кг | Бронза |